# Liste der denkmalgeschützten Objekte in Warth (Vorarlberg)
Die Liste der denkmalgeschützten Objekte in Warth enthält die denkmalgeschützten, unbeweglichen Objekte der Gemeinde Warth im Bregenzerwald.

## Denkmäler
| Foto |                 | Denkmal                                                          | Standort                           | Beschreibung | Metadaten |
| ---- | --------------- | ---------------------------------------------------------------- | ---------------------------------- | --- | --- |
| ja   | Datei hochladen | Kath. Pfarrkirche hl. Jakobus HERIS-ID: 26465 Objekt-ID: 22940   | in Hochkrumbach Standort KG: Warth | Die Kirche auf einer Anhöhe nahe dem Hochtannbergpass wurde in den Jahren 1681/82 neu erbaut. Auf dem rechteckigen Bau mit eingezogenem Chor steht ein achteckiger Turm mit Spitzhelm, der 1719 hinzugefügt wurde. Der Aufbau des Hochaltars ist mit 1662 bezeichnet. Anmerkung: Am 3. August 2013 wurde der Kirchturm der Kapelle durch einen Blitzeinschlag stark beschädigt.           | BDA-Hist.: Q33269545 Status: § 2a Stand der BDA-Liste: 2025-06-30 Name: Kath. Pfarrkirche hl. Jakobus GstNr.: 345/1, .81 Simmel-Kapelle             |
| ja   | Datei hochladen | Pfarrhof HERIS-ID: 31276 Objekt-ID: 28216                        | Warth 1 Standort KG: Warth         | Der Pfarrhof ist ein giebelseitig erschlossener Blockbau mit überdecktem Stiegenaufgang und steilem Satteldach. | BDA-Hist.: Q37941325 Status: Bescheid Stand der BDA-Liste: 2025-06-30 Name: Pfarrhof GstNr.: .13                                                    |
| BW   | Datei hochladen | Bauernhaus, „Walser Hus“ HERIS-ID: 26463seit 2022                | Warth 6 Standort KG: Warth         | Übereinstimmend mit der Bezeichnung am Giebel wurde das Walser Hus, ein Blockbau auf Steinsockel, mit dendrochronologischen Methoden auf das Jahr 1605 datiert. Zwar wurde es in jüngerer Zeit für die Privatzimmervermietung adaptiert, das äußere Erscheinungsbild blieb jedoch erhalten.                                                                                               | BDA-Hist.: Q112971939 Status: Bescheid Stand der BDA-Liste: 2025-06-30 Name: Bauernhaus, „Walser Hus“ GstNr.: 409/4, .2, 1/9                        |
| BW   | Datei hochladen | Ehem. Volks- und Hauptschule HERIS-ID: 113059seit 2022           | Warth 30, bei Standort KG: Warth   | Die 1992 fertiggestellte Volks- und Hauptschule, geplant von Architekt Roland Gnaiger, hat ein flaches Pyramidendach mit unterspanntem Holzfachwerk und weit auskragenden Vorsprüngen, das bis zu 500 Tonnen Schneelast tragen kann. 2011 wurde die Hauptschule wegen Schülermangels geschlossen, kurze Zeit später erfolgte auch die Schließung der Volksschule.                         | BDA-Hist.: Q112971983 Status: Bescheid Stand der BDA-Liste: 2025-06-30 Name: Ehem. Volks- und Hauptschule GstNr.: 6/3                               |
| ja   | Datei hochladen | Kath. Pfarrkirche hl. Sebastian HERIS-ID: 26464 Objekt-ID: 22939 | Standort KG: Warth                 | Die 1590/1592 erbaute Kirche, anfangs eine Filiale von Lech, wurde 1602 auf die Hll. Anna und Sebastian geweiht und wurde 1602/1603 Kaplaneikirche. 1625 wurde sie zur Pfarrkirche erhoben. Von 1749 bis 1752 wurde die Kirche verlängert und neu ausgestattet. 1791 war eine Renovierung mit Stuck von Johann Jakob Rief. 1893/1895 erfolgte mit dem Baumeister Fidel Körner ein Neubau. | BDA-Hist.: Q23541957 Status: § 2a Stand der BDA-Liste: 2025-06-30 Name: Kath. Pfarrkirche hl. Sebastian GstNr.: 33 Pfarrkirche hl. Sebastian, Warth |